# Bumper pubblicitario
Il termine bumper pubblicitario indica un breve annuncio, filmato o d'animazione, che precede una sequenza di spot pubblicitari televisivi o radiofonici, la chiude, oppure separa uno spot dall'altro.

## Tipi dibumper
Per annunciare la pubblicità in televisione o in radio possono essere impiegate più tecniche:
- Animazione: la pubblicità è accompagnata da brevi disegni animati di qualunque tipo: si varia dai cartoni animati di pura fantasia ai disegni astratti e ai loghi commerciali di reti televisive, trasmissioni o eventi. I canali Rai sono esempi di reti televisive che utilizzano questa tecnica.
- Cornice: il primo spot della sequenza è racchiuso in una cornice che mostra il logo della rete e un'eventuale didascalia aggiuntiva. I canali Mediaset e LA7 sono esempi di reti televisive che utilizzano questa tecnica.
- Messaggio in sovrimpressione: a partire dal 1991, su molte emittenti italiane a copertura nazionale, gli spot possono essere accompagnati dalla temporanea accensione della parola pubblicità in un angolo dello schermo.
- Filmato: un brevissimo film introduce gli spot. Esempi di questa tecnica sono i bumper Rai utilizzati dal 2003 al 2010, quelli che mostravano una delle annunciatrici puntare il dito verso la telecamera prima della pubblicità.
- Jingle o annuncio sonoro: vengono utilizzati brevi temi musicali, suonati o cantati, che possono essere realizzati ad hoc per l'emittente oppure per la trasmissione ma possono anche essere estratti da brani conosciuti.
- Annuncio inglobato nella trasmissione precedente: se una trasmissione è in diretta, può succedere che il conduttore annunci la pubblicità direttamente durante la trasmissione stessa. In questo caso, una videosigla introduttiva può essere presente nella trasmissione ma può anche non esserci affatto. La Gialappa's Band, ad esempio, introduce la pubblicità con l'annuncio: "C'è la pubblicità!", sbeffeggiando gli spettatori che hanno intenzione di cambiare canale; Maurizio Costanzo introduceva gli spot con la frase "Consigli per gli acquisti!".

## Bumper pubblicitari

### Italia
Nel 1977, dopo la chiusura della rubrica pubblicitaria Carosello della RAI, andarono in onda le prime specie di bumper televisivi, trasmesse dall'anno successivo a colori. Nel 1984 vengono abbandonati i bumper intermedi tra spot e spot, chiamati anche stacchetti. I primi bumper avevano una lunghezza media di 10 secondi. 
MTV fa largo uso di bumper animati mentre le reti Mediaset e LA7 utilizzano più strategie, come, ad esempio, i bumper a cornice o inglobati in una trasmissione, citati sopra. Telemontecarlo, nel periodo di proprietà da parte di Rede Globo, aveva adottato molti caratteristici bumper.
Le emittenti radiofoniche Rai utilizzano jingle sonori non cantati, diversi a seconda dello scopo del bumper (iniziale, intermedio o di chiusura). Radio Dimensione Suono (RDS) si limita a trasmettere un particolare jingle di otto note all'inizio di ogni blocco pubblicitario, mentre RTL 102.5 utilizza brevi melodie sulle quali una voce fuori campo recita uno slogan della radio. In passato, alcune radio private, come Radio 105, usavano dei "cicalini", ora adottati solo per lo sponsor all'interno dei programmi.

### Stati Uniti
Dal 1976, la maggior parte dei programmi televisivi degli Stati Uniti non utilizzano più i classici bumper pubblicitari, sebbene alcune soap opera come Il tempo della nostra vita e Febbre d'amore, così come il game show The Price is Right (versione statunitense di Ok, il prezzo è giusto!), utilizzano dei bumper frazionari. In radio, a differenza della televisione, i bumper vengono usati molto spesso durante le trasmissioni sportive per facilitare le pause commerciali e informare le stazioni locali di inserire le loro pubblicità. Un notevole esempio di bumper commerciali, sono ancora in uso nella programmazione di Adult Swim su Cartoon Network. Un altro esempio di bumper commerciali radiofonici possono essere due programmi di countdown, American Top 40 e American Country Countdown, caratterizzati da una serie di jingle pre-registrati e alcune interruzioni per le pubblicità commerciali.

### Svizzera
Dal 1993 al 1997, andarono in onda sulla TSI i bumper pubblicitari dell'uomo mascherato in live action, interpretato dall'attore inglese Joplin Sibtain e ideati dalla Lambie-Nairn. Successivamente dal 1997 al 1999, col lancio di TSI 2, scomparve l'uomo mascherato, ma rimase solamente la sua maschera in grafica computerizzata su diversi sfondi colorati. Dal 1999 ad oggi, si vedono solamente i loghi dei due canali RTSI su un sfondo qualsiasi.